# By2
By2 — китайская поп-группа, дебютировавшая в 2008 году и сформированная под лейблом Ocean Butterflies. By2 — близнецы Miko (Bai Weifen, старшая сестра) и Yumi (Bai Weiling, младшая сестра). Родились в Сингапуре. Название By2 происходит от фамилии девушек (Bai в переводе означает «белый, чистый»). Также есть китайское толкование Liang Ci Fang Bai Se, в переводе означает «С двух сторон белые». Кроме того, цифра два символизирует то, что они — близнецы, родившиеся в один день 23 марта 1992 года. Разница во времени рождения составляет несколько минут.

## Карьера
С раннего возраста девочки учились танцевать и играть на скрипке. В средней школе Yio Chu Kang они пошли на кружок народных китайских танцев, а когда им исполнилось 13 лет их взяла на курсы компания Ocean Butterflies. Курсы учили сестёр танцевать и петь, а также выступать на сцене. В том же году от рака умер их отец. Также они выиграли конкурс «Лучший дизайн костюмов». Компания подписала десятилетний контракт, согласно которому девушкам предстояло учиться новым стилям танцев в таких странах как Япония, Китай и Тайвань, а также совершенствовать свои вокальные данные. Им пришлось отказаться от основного образования для достижения своих целей. Они не закончили среднюю школу, что вызвало много шума, так как Обычный уровень GCE считается обязательным образованием, без которого не дают разрешения на работу в Сингапуре.
В марте 2008 года, название By2 засветилось на многих крупных сайтах Китая, Тайваня, Сингапура, Малайзии и других стран. В том же году они выпустили первый альбом «16 Wei Cheng Nian» (16 несовершеннолетние). С 2012 года сёстры работают в Европе, в частности во Франции.

## Дискография
| № | Альбом           | Описание |
| - | ---------------- | --- |
| 1 | NC16             | - Дата выпуска: 28.07.2008 - Продолжительность: 35:25 - Количество песен: 10                                         |
| 2 | Twins            | - Дата выпуска: 10.04.2009 - Продолжительность: 41:50 - Количество песен: 9                                          |
| 3 | Grown Up         | - Дата выпуска: 09.04.2010 - Продолжительность: 34:08 - Количество песен: 10                                         |
| 4 | 90`NOW           | - Дата выпуска: 17.10.2011 - Продолжительность: 41:10 - Количество песен: 9                                          |
| 5 | 2020 AI NI AI NI | - Дата выпуска: 03.08.2012 - Автор песен: Bу2, Zhangyan Yu, Dr.Moon - Продолжительность: 13:10 - Количество песен: 4 |
| 5 | Paradise         | - Дата выпуска: 18.09.2013 - Продолжительность: 34:59 - Количество песен: 10                                         |